# Austin Mahone
Austin Mahone (* 4. dubna 1996, San Antonio, Texas, USA) je americký popový zpěvák, který se stal populárním v roce 2011 a to především prostřednictvím virálního videozáznamu z vystoupení. Austinův debutový singl „11:11“ byl vydán 14. února 2012. Jeho druhý singl „Say Somethin'“ byl vydán 30. srpna 2012.

## Začátek kariéry
Mahone v červnu 2010 vkládal videozáznamy na YouTube spolu s přítelem Alexem Constâncio. Austin je nazýván „druhým Justinem Bieberem“, důvodem vzniku této přezdívky bylo zveřejnění videozáznamu v říjnu 2011, Mahone zveřejnil video týkající se písně „Mistletoe“ od Justina Biebera. Dne 28. srpna 2012 Mahone oznámil, že oficiálně podepsal smlouvu s Chase / Universal Republic Records. Austinův první singl „11:11“ byl 19. v hitparádě Billboard v žebříčku písní Heatseekers Songs. Jeho druhý singl „Say Somethin'“ si počínal v hitparádách lépe, než jeho první singl, v hitparádě Billboard se umístil 34.
22. května 2012 Mahone hrál na prvním koncertě ke Q102 Springle Ballu. 5. června 2012 Austin Mahone vydal druhý singl s názvem „Say Somethin'“. Brzy poté zpíval na B96 SummerBash v Chicagu a 22. června 2012 v New Yorku.

## Životopis
Mahone se narodil v San Antoniu v Texasu. Mahoneho otec zemřel, když bylo Mahonemu 16 měsíců. Vyrůstal tedy v Texasu pouze s matkou, žil ve městech Seguin, San Antonio a La Vernia. Později se jeho matka rozvedla s druhým manželem a Mahone se vrátil do San Antonia a krátce navštěvoval střední školu Lady Bird Johnsonové, záhy ji však zanechal a kvůli své rostoucí slávě začal být vyučován doma.